# Студзянкі (Равський повіт)
Студзянкі (пол. Studzianki) — село в Польщі, у гміні Садковиці Равського повіту Лодзинського воєводства.
Населення — 95 осіб (2011).
У 1975-1998 роках село належало до Скерневицького воєводства.

## Демографія
Демографічна структура станом на 31 березня 2011 року:
|          | Загалом | Допрацездатний вік | Працездатний вік | Постпрацездатний вік |
| -------- | ------- | ------------------ | ---------------- | -------------------- |
| Чоловіки | 50      | 11                 | 35               | 4                    |
| Жінки    | 45      | 7                  | 24               | 14                   |
| Разом    | 95      | 18                 | 59               | 18                   |